# 黑色交响乐队
黑色交响乐队（德語：Schwarze Kapelle）是纳粹德国盖世太保用来指代德国军方内部密谋推翻希特勒的群体。该群体包含德国国防军中众多高级军官。与苏联在纳粹德国建立的谍报网红色交响乐队不同，黑色交响乐队成员通常有贵族背景，鄙视纳粹党意识形态的狂热，在政治上更倾向于西方盟国。